# Новое еврейское кладбище (Краков, Подгуже)
Новое еврейское кладбище, другой вариант наименования — Кладбище Абрахама (пол. Podgórski Cmentarz żydowski nowy, Cmentarz Abrahama) — иудейское кладбище, находящееся в краковском историческом районе Подгуже на улице Абрахама. Кладбище занимает площадь в несколько гектаров. Во время Второй мировой войны кладбище находилось на территории концентрационного лагеря Плашов. В настоящее время не сохранилось ни одного надмогильного памятника.

## История
Новое еврейское кладбище в Подгуже было основано в 1932 году после того, как краковская еврейская община приобрела земельный участок около старого еврейского кладбища, которое использовалось еврейской общиной Подгуже. Новое кладбище находилось на улице Абрахама, от которой оно получило своё название. Через некоторое время на территории нового кладбища был построен дом для проведения погребальных обрядов по проекту архитектора Адольфа Сёдмака.
После начала Второй мировой войны захоронения на кладбище прекратились и оно постепенно пришло в запустение. В 1942 году кладбище оказалось на территории концентрационного лагеря Плашов и оно было полностью разрушено. Надмогильные памятники были использованы для мощения дорог и укрепления фундаментов лагерных бараков.
В доме для проведения погребальных обрядов немцами была оборудована конюшня и свинарник. Перед ликвидацией лагеря здания было взорвано. В 1946 году руины здания были разобраны, а строительный материал использован для других потребностей. До нашего времени сохранился фундамент дома для проведения погребальных обрядов.
Здание бывшего еврейского похоронного братства использовалось в концентрационном лагере Плашов в качестве лагерного карцера. Это здание сохранилось до нашего времени.
В настоящее время территория кладбища принадлежит еврейской общине Кракова. В 2004 году на кладбище была установлена реплика надмогильной плиты Сары Шенирер с надписью на идише.

## Источник
- Przemysław Burchard: Pamiątki i zabytki kultury żydowskiej w Polsce. Warszawa: 1990, стр. 202—206.